# オーストラリア・コモンウェルス銀行
オーストラリア・コモンウェルス銀行（オーストラリア・コモンウェルスぎんこう、英: Commonwealth Bank of Australia、通称: Commonwealth Bank）は、オーストラリアでナショナルオーストラリア銀行についで大きな資産を持つ市中銀行。

## 沿革
- 1911年: 連邦政府の市中銀行として設立される。
- 1924年: 財務省 (The Department of Treasury) の発券業務を引き継ぐ。CBA には中央銀行の機能が漸次、移管されてゆく。
- 1945年: CBA の中央銀行機能が法文化される。
- 1960年: 中央銀行機能は新設されたオーストラリア準備銀行に移管される。
- 1990年代: キーティング労働党政権により民営化。
- 2018年: 死亡した顧客から財政面での助言という名目で手数料を徴収し続けていたことが発覚した。2015年に銀行側は問題を把握していたが当局への報告は行なっていなかった[1]。